# Chính sách thị thực của Saint Vincent và Grenadines

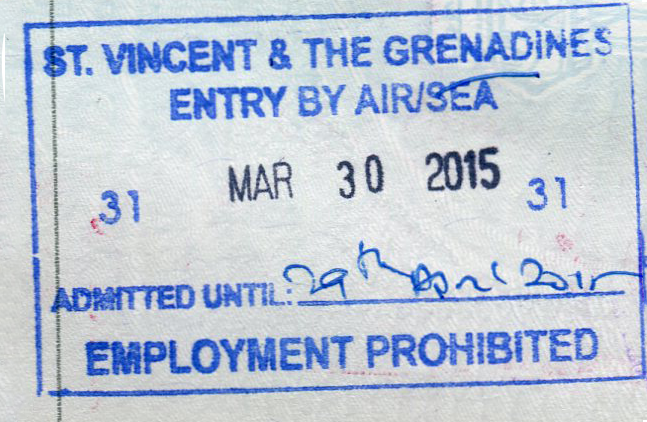
Dấu nhập cảnh

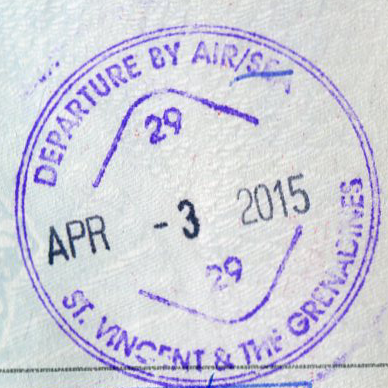
Dấu xuất cảnh

Hầu hết người nước ngoài đến Saint Vincent và Grenadines được miễn thị thực.
Saint Vincent và Grenadines ký thỏa thuận miễn thị thực song phương với Liên minh Châu Âu vào ngày 28 tháng 5 năm 2015 và được thông qua vào ngày 15 tháng 12 năm 2015. Thỏa thuận này cho phép công dân của tất cả các quốc gia lên quan đến Hiệp ước Schengen ở lại không cần thị thực tối đa 90 ngày trong mỗi chu kỳ 180 ngày.

## Bản đồ chính sách thị thực

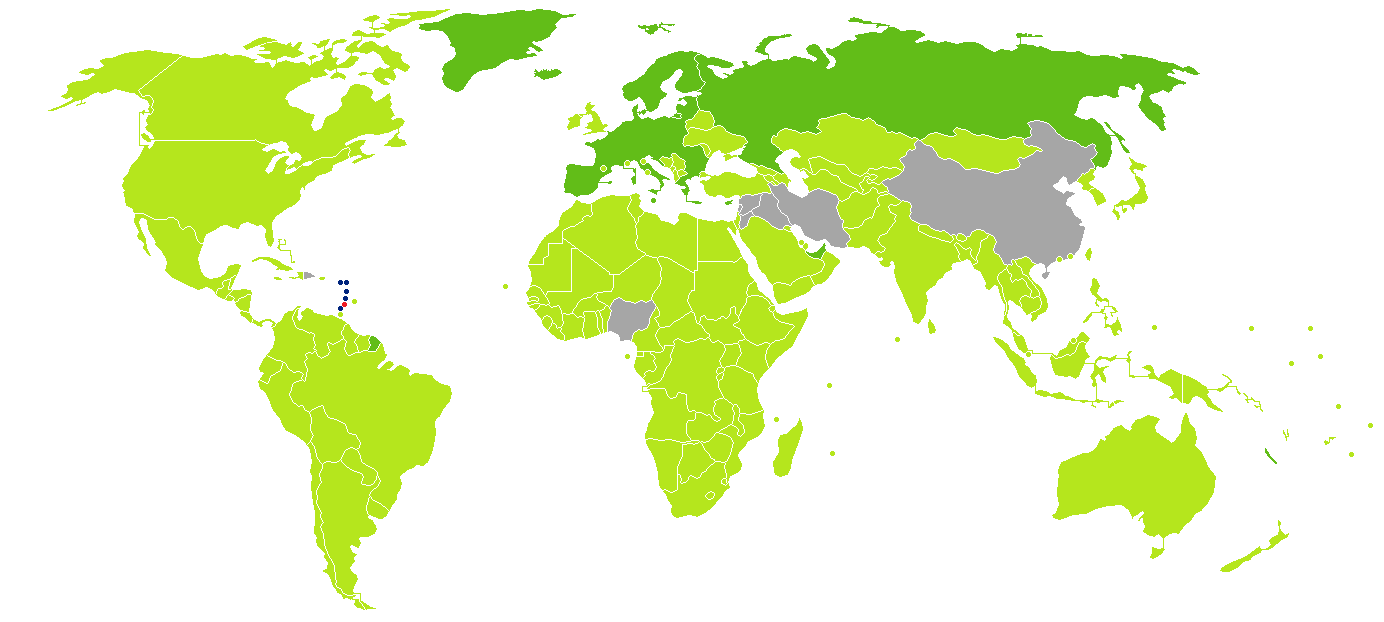
Chính sách thị thực Saint Vincent và Grenadines
Saint Vincent và Grenadines
Miễn thị thực - 6 tháng
Miễn thị thực - 90 ngày
Miễn thị thực - 30 ngày
Cần xin thị thực

## Cho phép ở lại
6 tháng
Công dân của các quốc gia và vùng lãnh thổ sau có thể ở lại không cần thị thực lên đến 6 tháng:
| - Antigua và Barbuda - Dominica - Grenada - Saint Kitts và Nevis - Saint Lucia - hộ chiếu Anh · Công dân Lãnh thổ hải ngoại thuộc Anh hoặc Công dân Anh hải ngoại |

90 ngày
Người sở hữu hộ chiếu của các quốc gia và vùng lãnh thổ sau có thể đến Saint Vincent và Grenadines không cần thị thực tối đa 90 ngày trong mỗi chu kỳ 180 ngày:
| - Tất cả công dân Liên minh Châu Âu (trừ Ireland và Anh Quốc) - Iceland - Liechtenstein - Na Uy - Thụy Sĩ |

1 tháng
Những khách nước ngoài khác thường được miễn thị thực lên đến 1 tháng, có thể trả phí để gia hạn.

## Những nước cần xin thị thực
Công dân của 8 quốc gia sau phải xin thị thực từ trước. A Phí phải trả là EC$200,00:
- Trung Quốc
- Cộng hòa Dominica
- Iran
- Iraq
- Jordan
- Liban
- Nigeria
- Syria